# محمد أنور (ممثل مصري)
محمد أنور ممثل مصري، ولد بالإسكندرية وعاش طفولته بها ثم ذهب إلى المنصورة وعاش بها شبابه. تخرج من كلية الحقوق جامعة عين شمس، ثم التحق بمعهد الفنون المسرحية قسم تمثيل وإخراج. كانت بدايته من خلال مسرح الجامعة، قبل أن يبتعد عن التمثيل لفترة، ثم تعرف على الفنان سامح حسين، ليحصل على أول أدواره من خلال مسلسل كوميديا الموقف (راجل وست ستات) عام 2009، بينما كانت أول أعماله في السينما فيلم ( أوشن 14 )، و ظهر، من أعماله أيضاً (تياترو مصر، الدخول في الممنوع).

## أعماله

### أفلام
- سبوبة 2012
- حسن وبقلظ 2016
- جحيم في الهند 2016
- أوشن 14 2016 (كربونة)[2][3]
- ليلة هنا وسرور 2018
- عمهم 2022
- مستر إكس 2023
- بعد الشر 2023
- البعبع 2023
- جوازة توكسيك 2024

### مسلسلات
- راجل وست ستات (الجزء الخامس-كومبارس) 2009
- راجل وست ستات (الجزء السادس- كومبارس) 2010
- الكبير أوي (الجزء الثاني - كومبارس) 2011
- سيدنا السيد 2012
- لهفة 2015 (الطحاوي)
- المسيحاتي (مسلسل إذاعي) 2015
- صد رد 2016 (حمادة بني)[4][5]
- ثلاثي أضواء الراديو (مسلسل إذاعي) 2016
- أزمة نسب 2016 (كابتن كورنر)[6]
- مسرح مصر 2016
- لمعي القط 2017 (علاء)
- في ال لا لا لاند 2017 (تيمور)
- الدخول في الممنوع 2017 (ماهر)
- ربع رومي 2018
- مع كامل احترامي (مسلسل إذاعي) 2018
- كلبش 3 2019 (منصور)
- طلقة حظ 2019 (عباس)
- البرنسيسة بيسة 2019 (مأمون)
- قوت القلوب 2020 (خالد شبانة)
- قوت القلوب 2 2020 (خالد شبانة)
- عمر ودياب 2020 (بشخصيته)
- سبع البرمبة 2020
- إسعاف يونس 2020 (يونس فضله)
- أنا وهي 2022
- سكوت شات 2024

### مسراحيات
- مسرح مصر
- هابي نيو يير بالعربي 2020
- شمسية وأربع كراسي 2021 (كريم)
- جوازة معفرتة 2021
- زواج اصطناعي 2023
- ازاي تخنق جارك 2023

## روابط خارجية
- محمد أنور على موقع الدهليز
- محمد أنور على موقع قاعدة بيانات الأفلام العربية